# Dichagyris eos
Dichagyris eos är en fjärilsart som beskrevs av Charles Oberthür 1913. Dichagyris eos ingår i släktet Dichagyris och familjen nattflyn. Inga underarter finns listade i Catalogue of Life.